# Friedrich von Schenck (Industrieller)

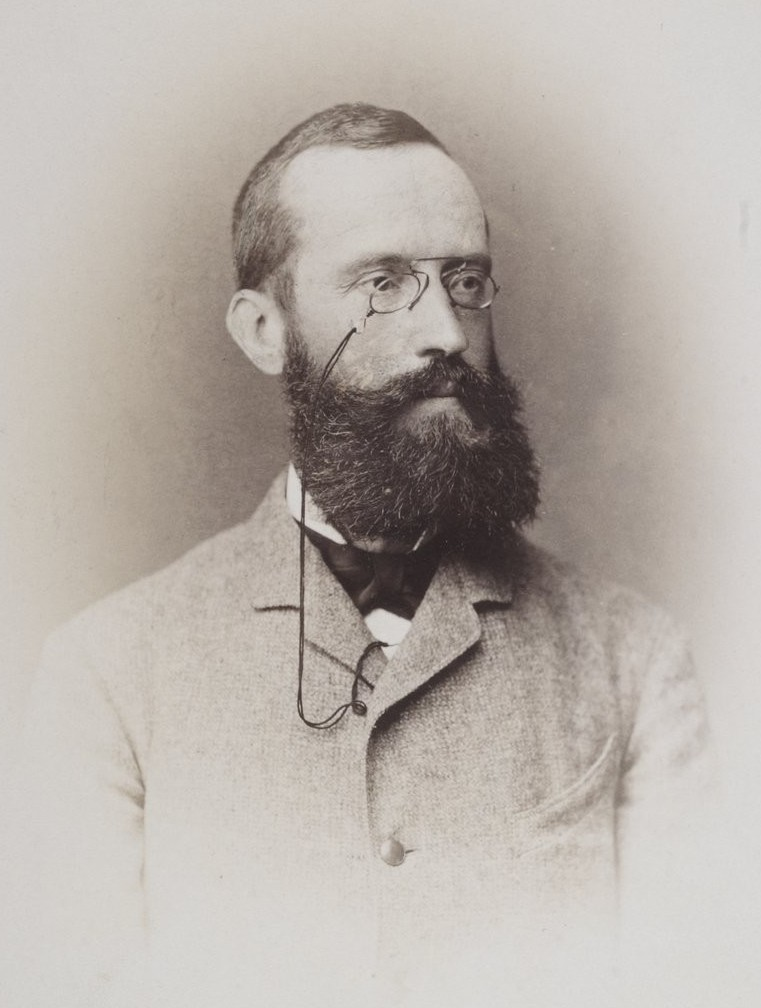
Friedrich von Schenck

Friedrich von Schenck (* 16. Januar 1851 in Arnsberg; † 20. April 1912 in Kassel) war ein deutscher Unternehmer und Industrieller.

## Frühe Jahre
Er war Sohn des Juristen Wilhelm Friedrich von Schenck. Bereits als Primaner am Gymnasium Laurentianum in Arnsberg, wo er sein Abitur ablegte, trug er einen schwarzen Vollbart, was ihn nach Meinung der Zeit als eigenwillige Persönlichkeit auswies. Als ein Lehrer ihm den Bart verbieten wollte, ließ er ihn der Familienüberlieferung nach erst recht wachsen. Er schlug zunächst die höhere Beamtenlaufbahn im Postdienst ein. Als Kriegsfreiwilliger diente er während des Deutsch-Französischen Kriegs von 1870/71 bei der Feldpost und war auch als Dolmetscher tätig. Nach Kriegsende wandte er sich der Industrie zu. Vom Volontär, über die Funktion als Prokurist stieg er zum Fabrikleiter der Tuchfabrik eines Verwandten in Aachen auf. Er verließ das Unternehmen, diente für ein Jahr erneut als Soldat und stieg zum Leutnant der Reserve auf. Daneben bildete er sich weiter, hielt selbst geschichtswissenschaftliche Vorträge und veröffentlichte Aufsätze zum Versicherungswesen. Er kaufte seinem Vater dessen Haus in Arnsberg ab, lebte aber zunächst in Iserlohn.

## Zeit in Südamerika

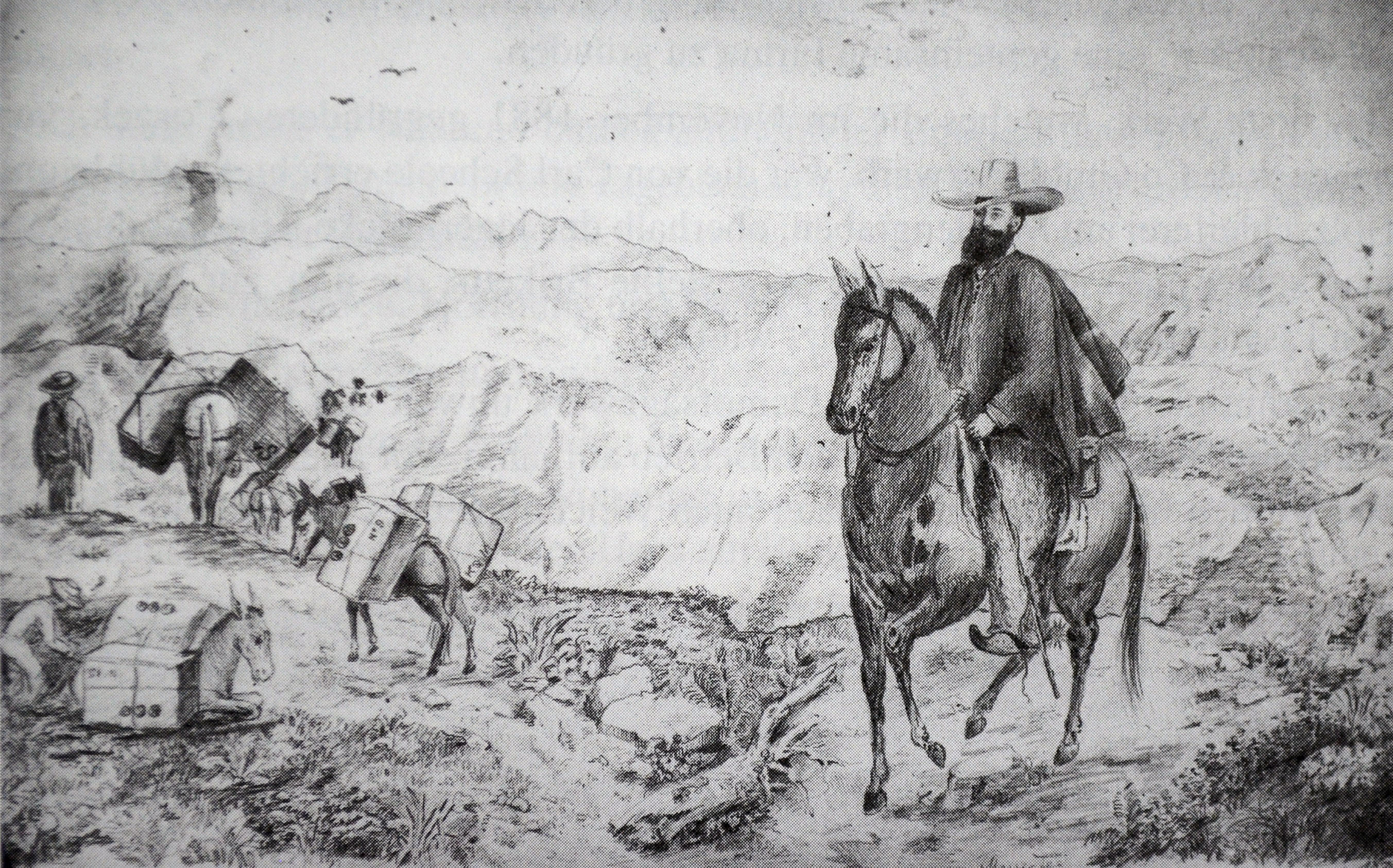
Zeit in Südamerika, Zeichnung von Mauer 1878

Schenck arbeitete ab 1875 in der spanischen Niederlassung des Iserlohner Unternehmens Kissing & Möllmann. Er wurde in Südamerika eingesetzt, um neue Absatzmärkte zu erschließen. Zwei Reisen nach Kolumbien, Mittelamerika und Venezuela nannte er die Schule seines Lebens. In seinen Reiseberichten, die er tagebuchartig aufschrieb und dann nach Hause schickte, schilderte er die politischen und wirtschaftlichen Verhältnisse und auch originelle Begebenheiten. Er stellte Verfilzung und Korruption in diesen Ländern dar und beschrieb auch die Geografie der Gebiete. Neben seiner gewerblichen Tätigkeit arbeitete er für einen wissenschaftlichen Verlag und führte etwa tausend Höhenmessungen durch. Er aktualisierte auch Landkarten. Ein Teil der dabei verwendeten Messgeräte befindet sich noch heute in Familienbesitz. Schenck passte sich bei seinen Reisen den örtlichen Verhältnissen an. Die beinhohen Stiefel hatten Sporen, ein um die Schulter geworfener Umhang diente als Schutz gegen die Sonne. Er trug einen breitkrempigen Hut und am Gürtel einen großkalibrigen Trommelrevolver. Er zog mit beladenen Maultier-Karawanen durch das unwegsame Gelände. Schenck kehrte zwischenzeitlich nach Arnsberg zurück, absolvierte 1879 eine Reservistenübung und bereitete seine zweite Ozeanüberquerung vor. 1881 erkrankte er an schwerem pernicösem Fieber (Gelbfieber). Auf Grund der Erkrankung kehrte er nach Deutschland zurück. Er erlitt mehrere Rückfälle.

## Unternehmer
Nach seiner Rückkehr nach Arnsberg engagierte er sich zusammen mit seinem Vetter Josef Cosack jr. dort in der Holzindustrie. Er wurde 1882 Mitbegründer des Unternehmens Cosack, Schenck & Comp. Dieses produzierte aus Holzkohle hergestellte Briketts zur Beheizung von Eisenbahnwaggons. Außerdem wurde eines der größten Dampfsägewerke im norddeutschen Raum gegründet. Das Sägewerk ging später in den Alleinbesitz Schencks über und verarbeitete nicht nur Holz aus der Region, sondern auch aus Finnland und Russland. Es exportierte bis in die Niederlande und nach Großbritannien. Ein Jahr später war er auch Mitbegründer der Cosackschen Papierfabrik. Er trug erheblich zur Modernisierung des Werke und zu ihrer Profitabilität bei. Er heiratete 1883 Emilie Marie Louise geb. Lenne aus Neuenahr. Schließlich war Schenck seit 1895 an der Nutzung der Wasserkraft der Ruhr durch einen 800 m langen Tunnel und – darauf aufbauend – an der seit 1898 vorbereiteten und 1901 erfolgten Gründung der Ruhrwerke AG (heute das Arnsberger Werk von Reno de Medici) beteiligt. Neben einem Unternehmer aus Hagen gehörte Schenck dem Vorstand dieses damals größten Arnsberger Unternehmens an. Er trug somit maßgeblich zur gewerblichen Entwicklung der bisherigen Verwaltungsstadt Arnsberg bei.

## Verbandsvertreter
Darüber hinaus war er von erheblicher Bedeutung für die Entwicklung der Industrie im Sauerland. Er war Mitbegründer und von 1897 bis 1911 Präsident der Industrie- und Handelskammer zu Arnsberg. Im Jahr 1893 wurde er Vorsitzender des von ihm maßgeblich mitbegründeten Nordwestdeutschen Vereins für Holzhandel und Holzindustrie. Er gehörte zu den Initiatoren des Talsperrenbaus im Sauerland. Schenck war Vorsitzender des Wasserwirtschaftlichen Verbands in Preußen sowie der Talsperrengenossenschaft Ruhr und Vorstandsmitglied im Ruhrtalsperrenverein. Insbesondere zum Bau der Hennetalsperre und der Möhnetalsperre trug er maßgeblich bei, die Vollendung der Möhnetalsperre erlebte er allerdings nicht mehr. Er war auch Mitglied der Bezirkseisenbahnräte in Hannover und Köln. Als solcher hat er sich auch für bessere Eisenbahnverbindungen des Sauerlands engagiert. Außerdem war er Mitbegründer und Vorsitzender des Sauerländer Arbeitgeberverbandes zur Abwehr der Arbeiterbewegung. Auf der anderen Seite war er auch Vorsitzender des Verbands Sauerländer Krankenkassen und er verkaufte den Arbeitern seiner Unternehmen günstige Grundstücke an der heutigen Vinckestraße. In Arnsberg war er als Mitglied der Zentrumspartei auch als Stadtverordneter und Magistratsmitglied kommunalpolitisch tätig. Die Politik mit ihrer Polemik sagte ihm allerdings nicht zu und er lehnte Kandidaturen für den Landtag oder den Reichstag stets ab. In Arnsberg trug er durch die Gründung des Osterfeuervereins auch dazu bei, die Tradition des Osterfeuers zu erhalten.

## Nachlass

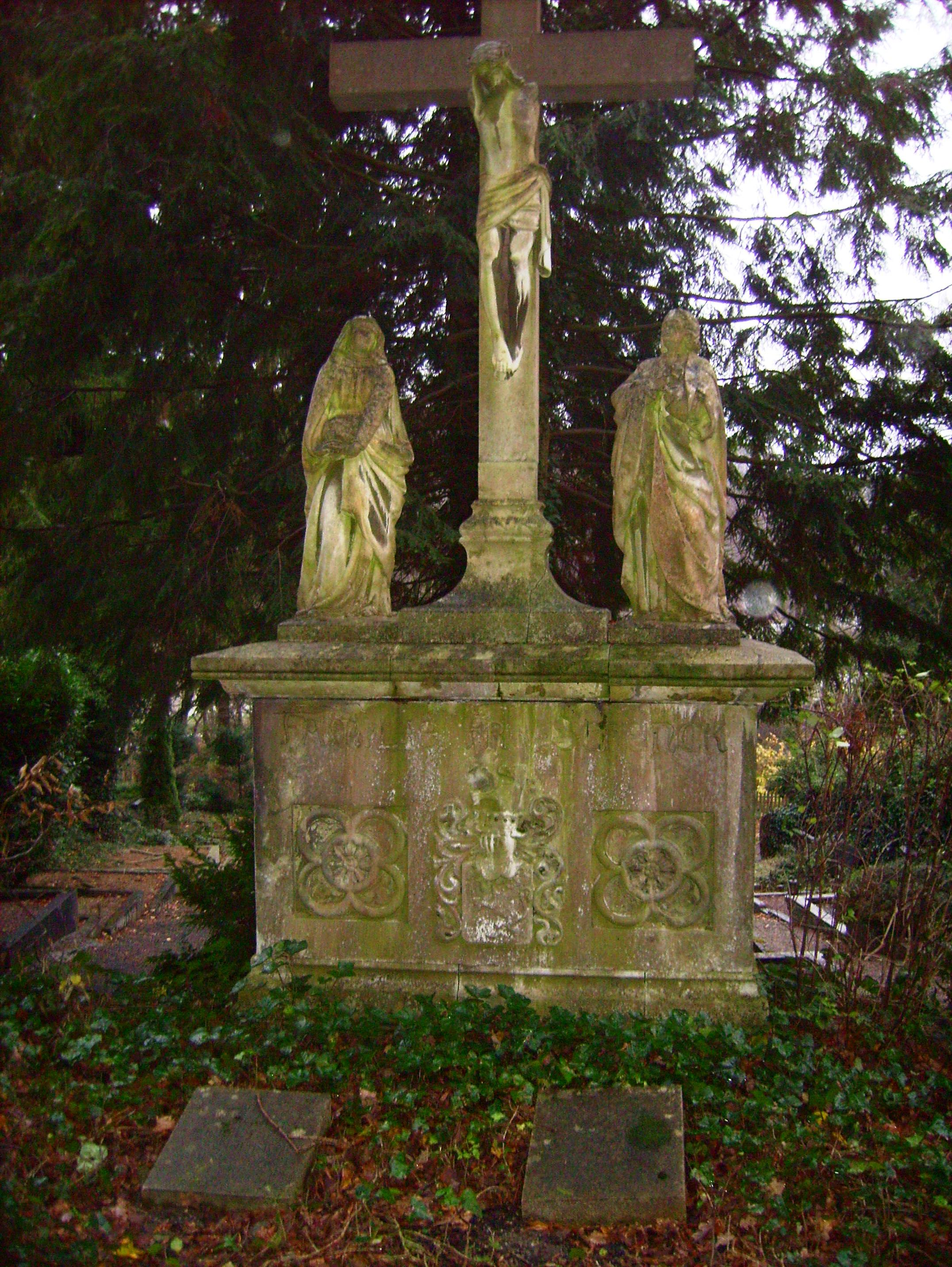
Grab der Familie von Schenck

Seit seinem fünfzehnten Lebensjahr bis fast zu seinem Tod führte er Tagebuch. Die Tagebücher befinden sich noch heute im Besitz der Familie. Diese hat eine Edition allerdings abgelehnt, weil sie im starken Maß auch private Aufzeichnungen enthalten. Ein anderer Teil seines Nachlasses befindet sich im Westfälischen Wirtschaftsarchiv in Dortmund im Bestand der Industrie- und Handelskammer Arnsberg.